# Kay Bailey Hutchison
Kay Bailey Hutchison (Kathryn Ann Bailey Hutchison), född 22 juli 1943 i Galveston, Texas, är en amerikansk republikansk politiker. Hon var ledamot av USA:s senat från Texas 1993–2013.
Hon är uppvuxen i La Marque, Texas. Hon gifte sig med en medicine studerande men äktenskapet slutade i skilsmässa. Hon gifte om sig 1978 med advokaten Ray Hutchison.
Hon avlade 1962 grundexamen vid University of Texas at Austin. Hon var cheerleader under studietiden i Austin. Hon avlade sedan 1967 juristexamen vid University of Texas School of Law. Efter juridikstudierna i Austin arbetade hon som juridisk och politisk korrespondent på den lokala TV-kanalen KPRC-TV i Houston. Hon var ledamot av delstatens representanthus Texas House of Representatives 1972-1976 och vice ordförande för National Transportation Safety Board 1976-1978.
Hutchison kandiderade 1982 till USA:s representanthus men förlorade i republikanernas primärval mot Steve Bartlett. Hon lämnade politiken för en tid och hade en framgångsrik karriär inom bankbranschen. Hon efterträdde 1991 Ann Richards som Texas State Treasurer, skattmästare i delstaten Texas.
Senator Lloyd Bentsen avgick 1993 för att bli USA:s finansminister. Guvernör Richards utnämnde demokraten Bob Krueger till Bentsens efterträdare. Hutchison besegrade Krueger i fyllnadsvalet i juni 1993. Hon omvaldes 1994, 2000 och 2006, varje gång med över 60% av rösterna.
NATO:s ambassadör Kay Bailey Hutchison varnade den 2 oktober 2018 att USA kunde  "Take Out " ryska missiler som uppfattas vara i strid med medeldistans kärnvapen fördraget, om Moskva fortsätta att bryta mot avtalet.